# Saint-Jean-d'Alcapiès
 Saint-Jean-d'Alcapiès  là một xã ở tỉnh Aveyron, thuộc vùng Occitanie ở miền nam nước Pháp.